# Klostermühle Lahde

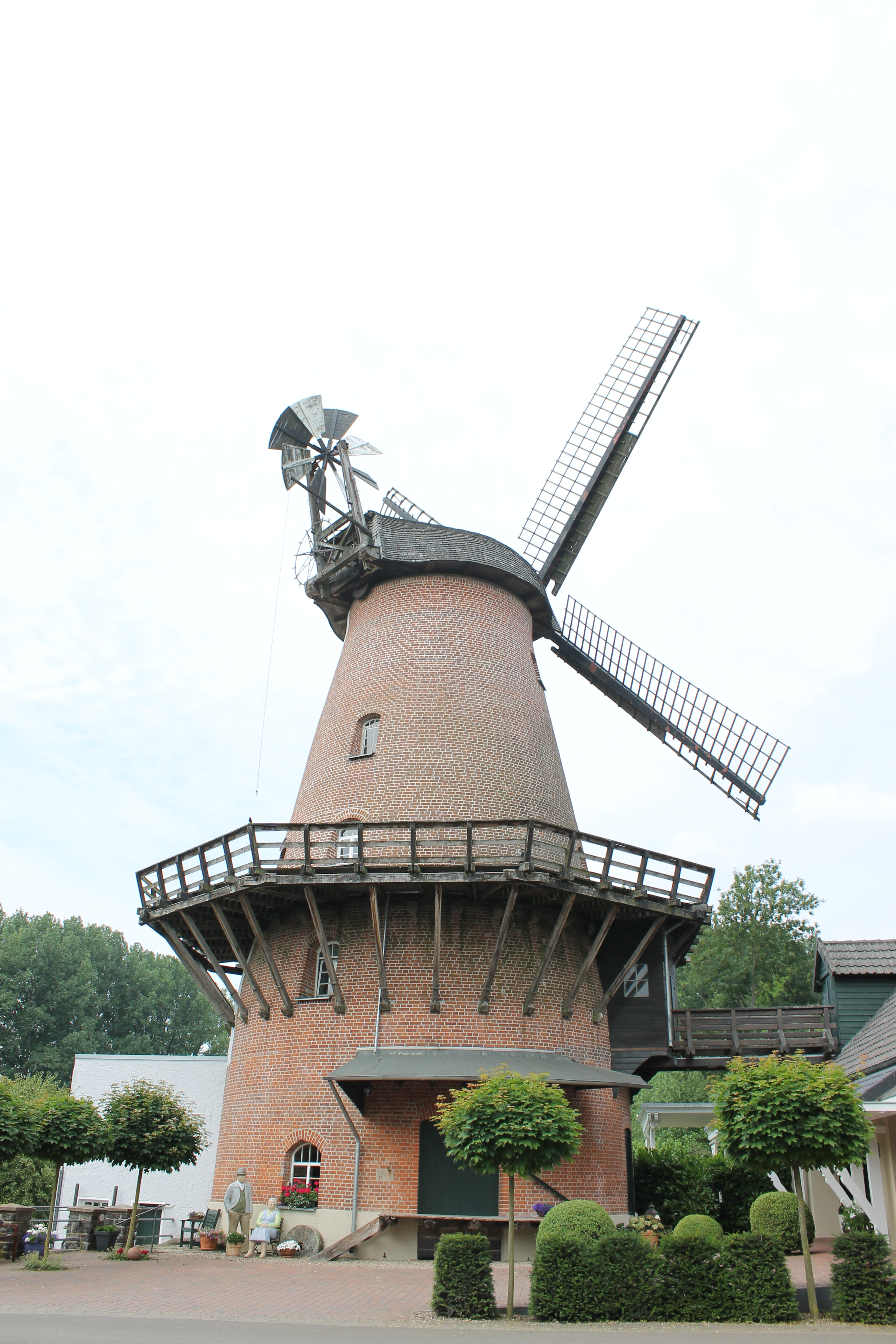
Klostermühle Lahde

Die Klostermühle Lahde ist eine denkmalgeschützte Mühle in Lahde, einem Stadtteil der ostwestfälischen Stadt Petershagen im Kreis Minden-Lübbecke (Nordrhein-Westfalen).

## Geschichte und Architektur

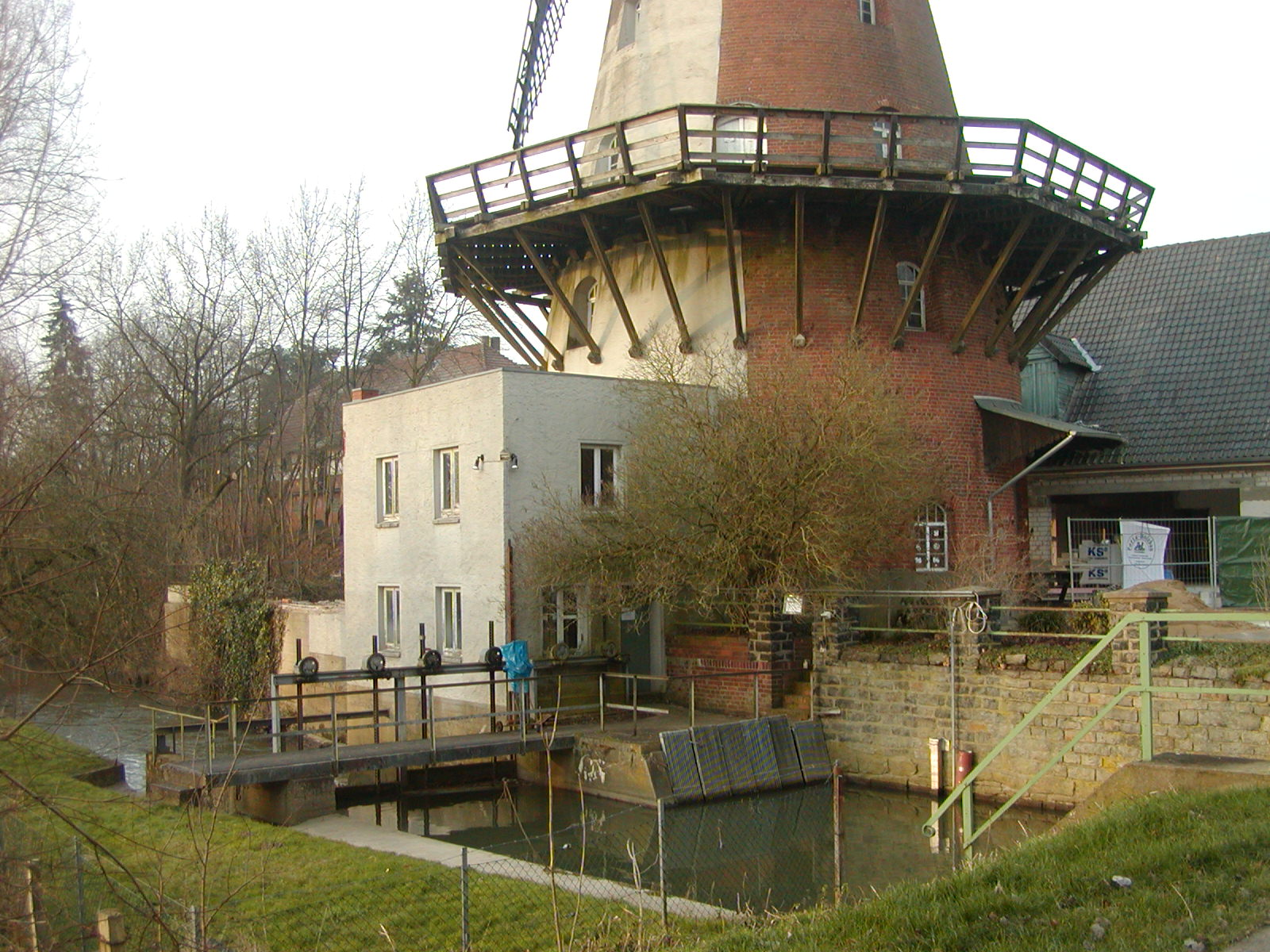
Turbinengebäude an der Klostermühle

Bei der Mühle handelt sich um die seltene Kombination eines Galerieholländers, aus zum Teil verputztem Backstein, mit einer Wassermühle.
Die Wassermühle ist seit 1292 urkundlich belegt. Sie wurde 1876 nach einem Brand wieder aufgebaut und um die Windmühle ergänzt. Die Windmühle besitzt Segelgatterflügel und eine Windrose. Elektrifiziert wurde die Anlage 1930, sodass der Antrieb der Mahltechnik seitdem elektrisch erfolgt. Das seltene Strauberad der Wassermühle wurde 1955 durch eine Turbine ersetzt. Die Haube des Turms wurde samt Segelflügeln und Galerie 1980 durch den Mühlenbauhof Petershagen rekonstruiert, um dem Gebäude wieder die Ansicht einer Windmühle zu geben. Im Sturm 1990 brachen zwei Flügel ab und wurden 1993 durch Neubauten ersetzt. Dabei wurde gleichzeitig die Mühlenhaube und die Windrose erneuert.